# Джордж Бінгем, 3-й граф Лукан

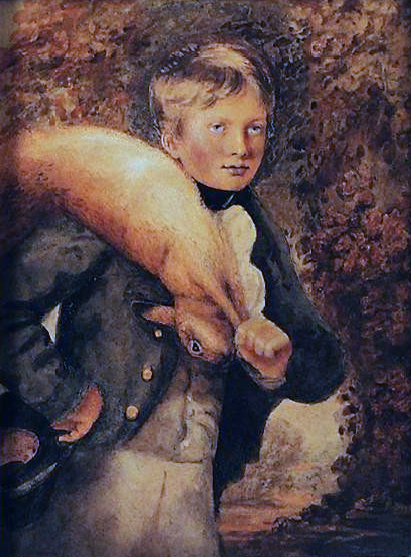
Джордж, лорд Бінгем, у віці 14 років, намальований його сестрою Елізабет Харкорт

Джордж Чарльз Бінгам, 3-й граф Лукан, GCB (16 квітня 1800 – 10 листопада 1888), відомий як лорд Бінгам до 1839 року, був англо-ірландським пером і військовим офіцером. Він був одним із трьох чоловіків, поряд із Луї Ноланом та лордом Рагланом, відповідальних за доленосний наказ під час битви при Балаклаві у жовтні 1854 року, який призвів до того, що командир Легкої бригади, граф Кардіган, очолив атаку легкої бригади. Згодом його було підвищено до фельдмаршала. Він був безжальним землевласником під час Великого голоду в Ірландії, виселивши тисячі своїх орендарів і здаючи свою землю в оренду багатим ранчерам. Він також запропонував рішення, яке дозволило євреям займати місця в парламенті.

## Життя та військова кар'єра
Народившись першим сином Річарда Бінгама, 2-го графа Лукана, англо-ірландського пера, та Елізабет Бінгам (уроджена Беласіс), лорд Бінгам (як він називався до кінця червня 1839 року) відвідував Вестмінстерську школу, але залишив формальну освіту, щоб отримати звання прапорщика 6-го піхотного полку 29 серпня 1816 року. 24 грудня 1818 року він перейшов до 11-го легкого драгунського полку.
Лорд Бінгам став лейтенантом 8-го піхотного полку 20 січня 1820 року, капітаном 74-го піхотного полку 16 травня 1822 року та був підвищений до майора, без призначення, 23 червня 1825 року. 1 грудня 1825 року він перейшов до 17-го уланського полку і став командиром полку в званні підполковника 9 листопада 1826 року. Він витрачав такі кошти на форму та коней своїх офіцерів, що офіцери стали відомі як «денді Бінгама». Він також був обраний членом парламенту від графства Майо в 1826 році і обіймав цю посаду до 1830 року. Під час російсько-турецької війни, яка почалася в 1828 році, він виконував обов'язки спостерігача в Імператорській російській армії.

## «Винищувач»
Лорд Бінгам успадкував титул 3-го графа Лукана в перстві Ірландії 30 червня 1839 року і, ставши ірландським представницьким пером у червні 1840 року  та отримавши звання полковника 23 листопада 1841 року, він став лордом-лейтенантом Майо в 1845 році. Під час Великого голоду наприкінці 1840-х років він був безжальним і запровадив масові виселення з таких сіл, як Баллінроуб. Відомо, що він заявив, що «не буде розводити жебраків, щоб платити священикам», він зруйнував понад 300 будинків і виселив 2000 людей у Баллінроубі між 1846 і 1849 роками. Він навіть наполягав на закритті робітничого будинку в Каслбарі в розпал голоду. За це лорд Бінгам заслужив ненависть багатьох ірландців і став відомий як «Винищувач». 11 листопада 1851 року його було підвищено до генерал-майора.

## Кримська війна

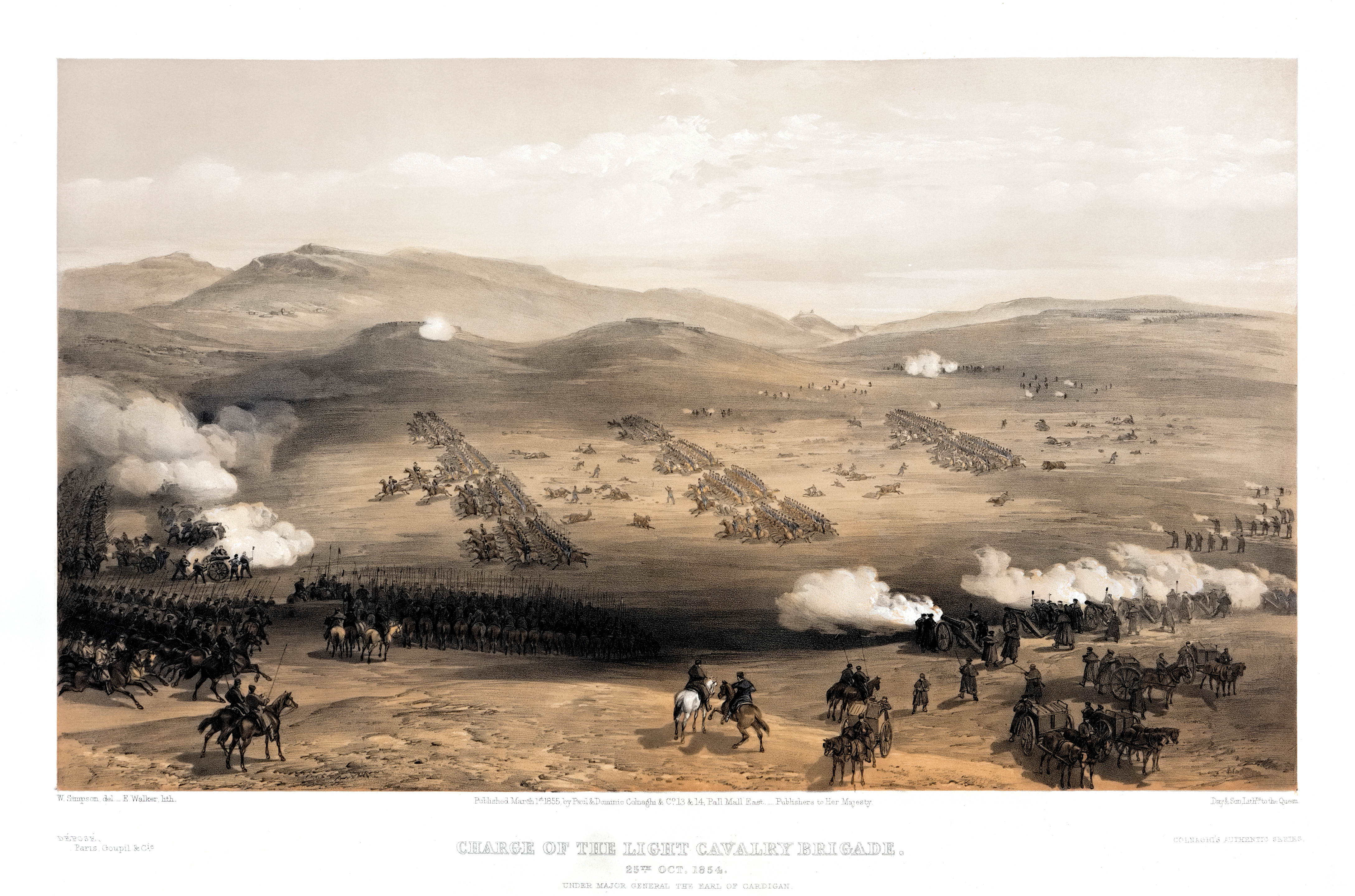
Атака легкої бригади: саме Лукан наказав Кардігану очолити атаку.

З початком Кримської війни лорд Лукан подав заявку на посаду і був призначений командувачем Кавалерійської дивізії. Його свояк, 7-й граф Кардіган, був одним із його підлеглих, командуючи Легкою бригадою – невдалий вибір, оскільки ці двоє чоловіків щиро ненавиділи один одного. Отримавши звання бревет-генерал-лейтенанта 18 серпня 1854 року, він був присутній у битві при Альмі у вересні 1854 року, але за наказом командувача армією, лорда Раглана, він утримував свою дивізію в резерві. Цей інцидент приніс Лукану незаслужене, але постійне прізвисько «Лорд Спостерігач».
У битві при Балаклаві в жовтні 1854 року Лукан отримав наказ від Раглана, що кавалерія мала наступати. У наказі Раглана зазначалося, що піхота буде підтримкою, але ніхто не прибув, тому Лукан не виконав наказ. Лише коли Раглан побачив, що російські війська збираються захопити кілька артилерійських знарядь, він віддав ще один наказ, який тепер вимагав «негайного» наступу кавалерії. У цей момент Лукан наказав Кардігану очолити Легку бригаду вперед, і почалася атака легкої бригади. Лукан, у свою чергу, повів Важку бригаду вперед на підтримку, у більш стриманому темпі. Обидві бригади потрапили під сильний вогонь, і Лукан був легко поранений. У той час як Легка бригада продовжувала атаку аж до ворожих гармат, зазнавши дуже важких втрат і не досягнувши значних успіхів, Лукан наказав Важкій бригаді відійти. Раглан звинуватив Лукана у втраті («Ви втратили легку бригаду») і піддав його критиці у своїх донесеннях. Хоча Лукан скаржився на цей осуд, оскільки стосунки між командувачем армією та командувачем кавалерією явно були зруйновані, його відкликали до Англії, куди він повернувся на початку березня 1855 року.
Після прибуття вимогу Лукана про військовий суд було відхилено, і замість цього він захищався промовою в Палаті лордів 19 березня 1855 року, звинувачуючи Раглана та свого покійного ад'ютанта, капітана Луї Нолана[3]. Ця тактика, здається, була успішною, оскільки згодом він був призначений лицарем-командором Ордена Лазні 5 липня 1855 року і полковником 8-го легкого драгунського полку, який атакував разом з Легкою бригадою, 17 листопада 1855 року.

## Пізніше життя
Лукан зробив значний внесок у роботу парламенту, коли запропонував рішення проблеми допуску євреїв до парламенту. До цього видатні євреї відмовлялися складати присягу «на істинну віру християнську» і, не склавши присягу, як того вимагав закон, їм відмовляли у праві голосу, хоча вони були обрані депутатами парламенту. Лукан запропонував, як компроміс, щоб кожна палата могла вирішувати та змінювати свою власну присягу. Палата лордів, яка довго виступала проти допуску євреїв, погодилася на це. Таким чином, відомому єврею, Лайонелю Натану Ротшильду, було дозволено увійти до Палати громад, і він склав присягу 26 липня 1858 року.
Хоча Лукан більше ніколи не бачив активної служби, 24 грудня 1858 року його було підвищено до генерал-лейтенанта, а 27 лютого 1865 року він став полковником 1-го полку лейб-гвардії, 28 серпня 1865 року його було підвищено до генерала та удостоєно звання лицаря Великого хреста Ордена Лазні в 1869 році. Він офіційно пішов у відставку в жовтні 1877 року, але після деякого лобіювання 21 червня 1887 року його було підвищено до фельдмаршала. Він помер на Саут-стріт, 13, Парк-Лейн, Лондон, 10 листопада 1888 року і був похований у Лейлемі в Міддлсексі.

## Родина
У 1829 році Бінгам одружився з леді Анною Бруденелл, сьомою дочкою Роберта Бруденелла, 6-го графа Кардігана, у них було шестеро дітей, дві дочки народилися мертвими або померли незабаром після народження:
- Чарльз, 4-й граф Лукан. Він був одружений із Сесілією Кетрін Гордон-Леннокс, дочкою Чарльза Гордона-Леннокса, 5-го герцога Річмонда. У них були діти.
- Августа (7 лютого 1832 – 3 липня 1888), вийшла заміж за свого двоюрідного брата Генрі Стерта, 1-го барона Алінгтона, 10 вересня 1853 року, і мала дітей.
- Лавінія (бл. 1836 – 15 вересня 1864), вийшла заміж за Чарльза Хардінджа, 2-го віконта Хардінджа, члена парламенту від Даунпатріка, 10 квітня 1856 року, і мала дітей.
- Контр-адмірал Річард (6 січня 1847 – 12 листопада 1924), одружився з Мері Елізабет Коул, правнучкою по батьківській лінії Едварда Сміт-Стенлі, 12-го графа Дербі, та онукою по материнській лінії Генрі Брук Парнелла, 1-го барона Конглтона.